# Соно (коммуна)
Соно́ (фр. Saulnot) — коммуна во Франции, находится в регионе Франш-Конте. Департамент — Верхняя Сона. Входит в состав кантона Эрикур-Уэст. Округ коммуны — Люр.
Код INSEE коммуны — 70477.

## География

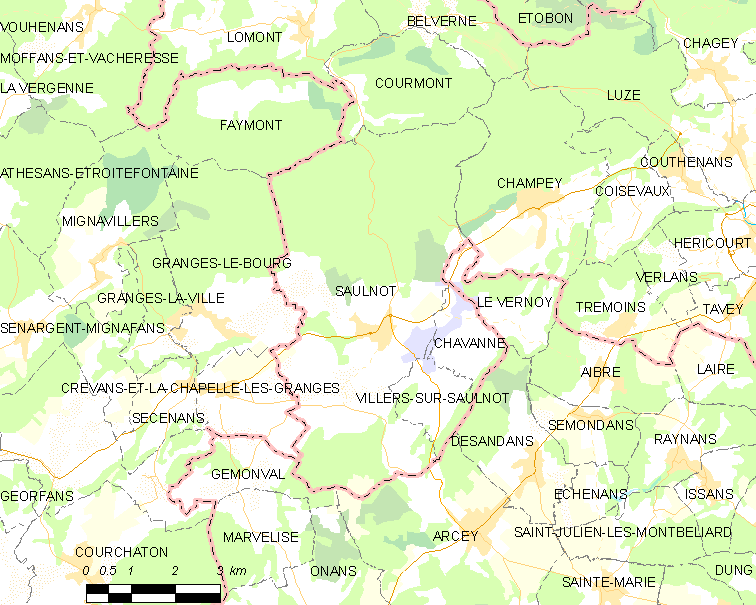
Карта коммуны

Коммуна расположена приблизительно в 350 км к юго-востоку от Парижа, в 60 км северо-восточнее Безансона, в 37 км к востоку от Везуля.
Северная часть коммуны покрыта лесами.

## Население
Население коммуны на 2010 год составляло 801 человек.
| 1962 | 1968 | 1975 | 1982 | 1990 | 1999 | 2010 |
| ---- | ---- | ---- | ---- | ---- | ---- | ---- |
| 394  | 545  | 554  | 707  | 704  | 707  | 801  |

## Экономика
В 2010 году среди 509 человек трудоспособного возраста (15—64 лет) 360 были экономически активными, 149 — неактивными (показатель активности — 70,7 %, в 1999 году было 67,2 %). Из 360 активных жителей работали 325 человек (182 мужчины и 143 женщины), безработных было 35 (12 мужчин и 23 женщины). Среди 149 неактивных 40 человек были учениками или студентами, 60 — пенсионерами, 49 были неактивными по другим причинам.

## Фотогалерея

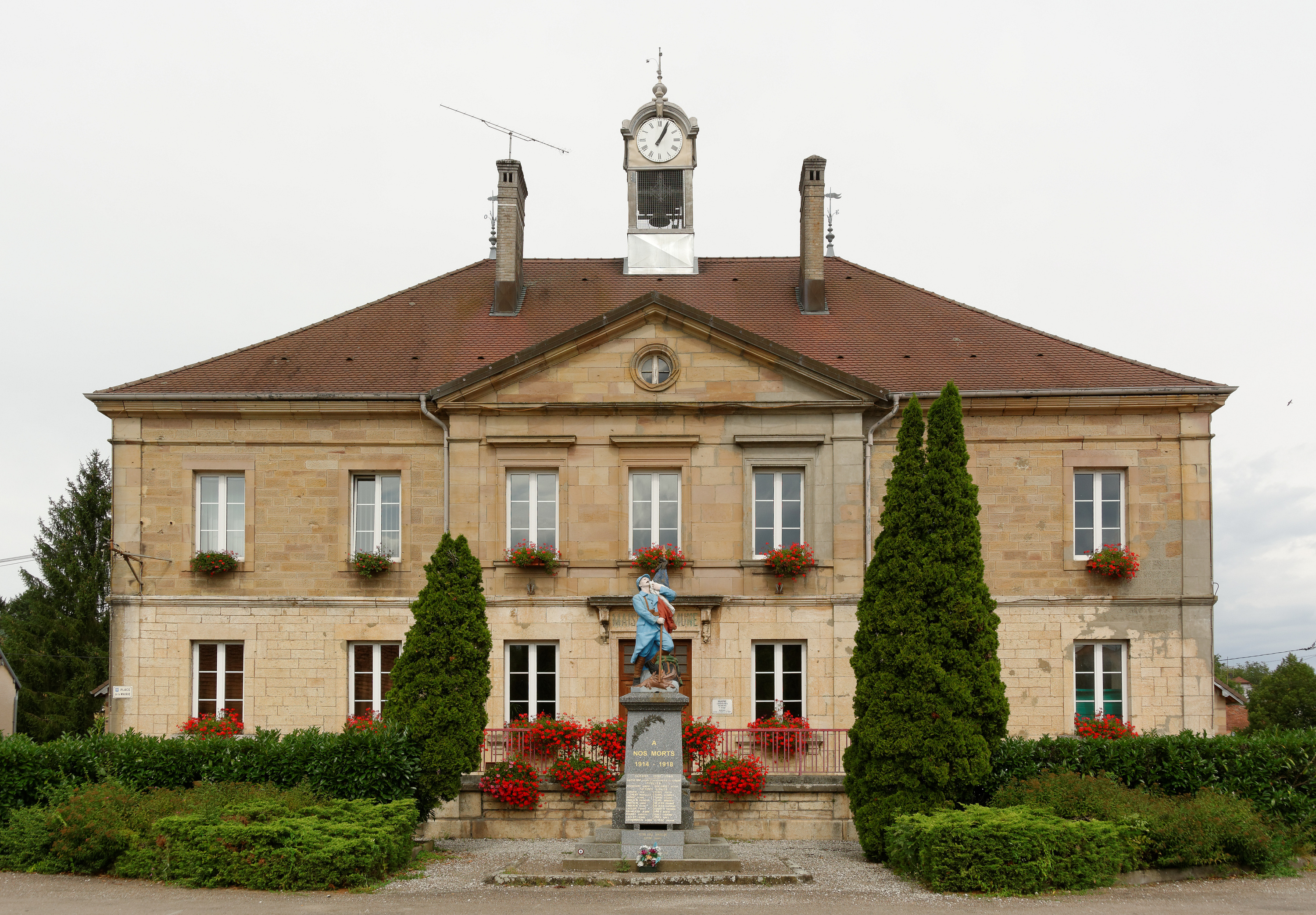
Мэрия
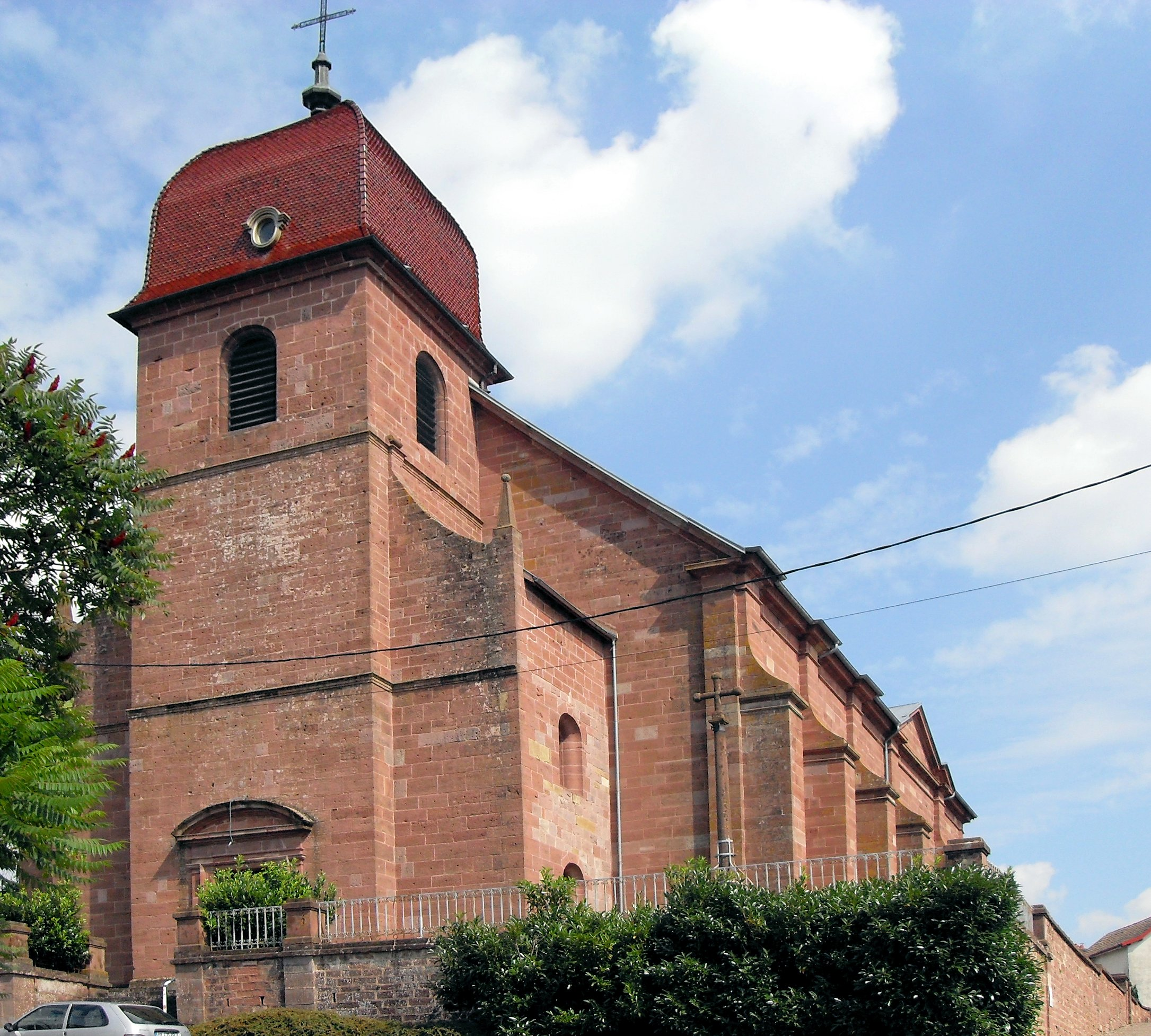
Церковь Усекновения главы Св. Иоанна Крестителя